# Adelanto

Położenie Adelanto w hrabstwie San Bernardino

Adelanto – miasto w Stanach Zjednoczonych, w stanie Kalifornia, w hrabstwie San Bernardino. Prawa miejskie od 1970 roku.

## Krótki opis
Miasto położone jest na pustyni Mojave. Na zachód od niego znajduje się wyschnięte jezioro El Mirage. Nazwa miasta, Adelanto, po hiszpańsku oznacza tyle co postęp, krok do przodu.

## Demografia
Liczba mieszkańców 18 130 (2000). W 2008 szacuje się, że Adelanto zamieszkuje 27 500 osób. W 2010 miasto zamieszkiwało 31 765 osób, a gęstość zaludnienia wynosiła 218,9 osoby/km². W 2023 liczba mieszkańców wzrosła do 38 187 osób, a gęstość zaludnienia do 263,2 osoby/km².